# Mycterus elongata
Mycterus elongata är en skalbaggsart som beskrevs av Hopping 1935. Mycterus elongata ingår i släktet Mycterus och familjen Mycteridae. Inga underarter finns listade i Catalogue of Life.